# Macaranga vermoesenii
Macaranga vermoesenii är en törelväxtart som beskrevs av De Wild.. Macaranga vermoesenii ingår i släktet Macaranga och familjen törelväxter.
Artens utbredningsområde är Kongo-Kinshasa. Inga underarter finns listade i Catalogue of Life.